# Augustin Alexandre Darthé
Augustin Alexandre Joseph Darthé (1769 v Saint-Pol-sur-Ternoise (Pas-de-Calais) – 27. května 1797 ve Vendôme) byl francouzský revolucionář.

## Životopis
Augustin Alexandre Joseph Darthé se narodil jako syn lékaře v Saint-Pol-sur-Ternoise. Když v Paříži vypukla revoluce, studoval práva.
Darthé se zúčastnil útoku na Bastilu 14. července 1789. Vstoupil do jakobínského klubu a byl zvolen do správní rady departementu Pas-de-Calais v listopadu 1792. V létě 1793 rozdrtil povstání poblíž Pernes-en-Artois. Poté Darthé a jeho švagr Joseph Le Bon působili jako emisaři na Severu Francie, kde nastolili jakobínský teror. Darthé působil jako člen poroty a od dubna 1794 jako státní zástupce u revolučního tribunálu v Arrasu a Cambrai.
Darthé byl po thermidorském převratu (27. července 1794) uvězněn a ve vězení se setkal se svým pozdějším spolubojovníkem Babeufem. Po potlačení monarchistického povstání dne 5. října 1795 se thermidoriáni rozhodli pro všeobecnou amnestii pro uvězněné jakobíny. Darthe byl 14. října 1795 propuštěn z vězení. V listopadu 1795 se stal členem Společnosti přátel republiky, která se scházela poblíž Panthéonu, proto se nazývala též Club Panthéon. Tam si Darthé dokázal rychle získat vliv. Club Panthéon si rychle našel přízeň u chudých obyvatel. Direktorium se obávalo posílení levicové opozice a 27. únoru 1796 prosadilo uzavření klubu. Babeuf, Filippo Buonarroti, Darthé a další odpůrci Direktoria založili v dubnu 1796 tajné direktorium pro veřejné blaho, které plánovalo spiknutí rovných. Díky svému řečnickému talentu a praktickému porozumění politice získal Darthé vedle Babeufa vedení při přípravě povstání. Na rozdíl od Babeufa, který usiloval o komunistickou společnost, Darthé obhajoval dočasnou diktaturu jednoho muže. Tento diktátor by měl jednat pouze ve jménu a pro dobro lidu, bez kontroly zákonodárnou mocí.
Na základě informací od policejního informátora Grisela byli 10. května 1796 zatčeni Babeuf, Darthé a více než čtyřicet spiklenců. Darthé se během policejních výslechů nevyjádřil. Důsledně mlčel i během procesu ve Vendôme před Nejvyšším soudním dvorem zahájeném 20. února 1797. Dne 26. května 1797 soud vynesl rozsudky. Čtyřicet obžalovaných bylo zproštěno viny a pět obžalovaných, včetně Filippa Buonarottiho, bylo odsouzeno k deportaci. Pouze Babeuf a Darthé dostali trest smrti. Oba se po vynesení rozsudku pokusili spáchat sebevraždu. Dne 27. května 1797 byli těžce zranění Babeuf a Darthé gilotinováni. Několik sedláků z okolí Vendôme pohřbilo jejich těla na nedalekém hřbitově.